# 栗島狭衣
栗島 狭衣（くりしま さごろも、1876年4月5日 - 1945年11月6日）は、日本の俳優、新聞記者、劇作家、脚本家である。本名は栗島 山之助（くりしま さんのすけ）、出生名は川村 山之助（かわむら さんのすけ）である。

## 人物・来歴
1876年（明治9年）4月5日、東京府東京市日本橋区蛎殻町（現在の東京都中央区日本橋蛎殻町）に元力士の綾瀬川山左衛門（本名 川村藤次郎）の長男「川村山之助」として生まれる。当時の綾瀬川は割烹旅館を営んでいたが、出身地の大阪に帰り、長男の誕生から1年に満たない1877年（明治10年）3月8日に死去した。
1898年（明治31年）、旧制・國學院（現在の國學院大學）国文科を卒業、東京朝日新聞社に入社する。相撲記者・演劇記者を務め、1899年（明治31年）12月、23歳のときに『文壇の三偉人』を上梓している。1899年（明治32年）、与謝野鉄幹が創設した東京新詩社に参加する。
1905年（明治38年）5月には、文士劇の劇団・若葉会を結成した。メンバーは、東京朝日新聞からは栗島のほかに右田寅彦、二六新聞の岡鬼太郎、岡村柿紅、時事新報の伊坂梅雪、報知新聞の鹿島桜巷、演芸通信の小出緑水、東京毎日新聞の杉贋阿弥、人民新聞の松本当四郎で、東京日日新聞からは岡本綺堂が劇作家として参加した。同月11日に歌舞伎座で第1回、翌年1906年（明治39年）5月に第2回公演を行った。若葉会は同年、東京毎日新聞社内の組織、東京毎日新聞演劇会に発展し、栗島は東京朝日新聞を同年に退社、1908年（明治41年）12月までに6回開演して解散した。
東京朝日新聞退社後は、新詩社の社友となり、退社以降も1919年（大正8年）まで同紙に寄稿をつづけた。
1909年（明治42年）には、養女にした当時7歳の栗島すみ子とともに、M・パテー商会製作・公開の映画『新桃太郎』に出演している。1911年（明治44年）には吉沢商店、1916年（大正5年）には天活、小林商会等で映画に出演し、井上正夫が監督・主演した『生さぬ仲』、おなじく『毒草』等の人気作に出演している。1917年（大正6年）以降は、映画脚本も執筆するようになった。
東京・有楽座のお伽芝居、帝国劇場の女優劇、近代劇協会、新派の演劇にも出演した。「栗島狭衣一座」を率い、俳優・劇作家として活動した。
1945年（昭和20年）11月6日、死去した。満69歳没。
尾崎紅葉が翻訳し、栗島が脚色した『喜劇三箇條』を収録した『明治翻訳文学全集 新聞雑誌編 50』等を除いて、ほとんどの書籍が絶版であり、青空文庫にも収録されておらず、作家の読み仮名も誤っている。国立国会図書館の「近代デジタルライブラリー」には、6冊の著書がデジタル画像で公開されており、閲覧・ダウンロードが可能である。

## ビブリオグラフィ
国立国会図書館蔵書。
- 『文壇の三偉人』、三国書房、1899年12月 - 「栗島山之助」名義
- 『紫紅集』、盛文堂、1900年10月 - 「栗島山之助」名義
- 『詩人業平』、鳴皐書院、1901年12月
- 『勢揃ひ』、編集福田滋次郎、晴光館、1901年12月 - 短篇『闇黒坂』収録
- 『大和物語詳解』中等教育和漢文講義 第28篇、共著井上覚蔵、誠之堂、1901年 - 「栗島山之助」名義
- 『日本人名辞典』、板倉屋書房、1904年 - 「栗嶋山之助」名義
- 『日本美人史』、尚友館、1906年7月
- 『世界の美人国』、精華堂、1908年6月
- 『女優艶物語』、隆成堂、1911年
- 『俳優生活』、共著坂田秋峰、隆成堂書店、1911年
- 『痴人行脚』、鈴木書店、1919年
- 『角觝画談』、共著鰭崎英朋、教学院書房、1930年
- 『血涙の法廷』、アサヒ蓄音器商会、1933年
- 『五・一五事件血涙の法廷』、アサヒ蓄音器商会、1933年10月
- 『松五郎捕物帳』、松光書院、1935年
- 『文吉捕物帖』、松光書院、1936年
- 『相撲百話』、朝日新聞社、1940年
- 『維新剣豪小説集』、大衆文芸社、1941年
- 『明治文学全集 51』、筑摩書房、1968年
- 『日本史人名辞典』、歴史図書社、1975年
- 『文壇の三偉人』近世文芸研究叢書 15、クレス出版、1995年11月 - 「栗嶋山之助」名義
- 『明治翻訳文学全集 新聞雑誌編 50』、編集川戸道昭・榊原貴教、大空社、2000年4月

## おもなフィルモグラフィ
特筆以外はすべて出演。

### M・パテー商会
1909年
- 『新桃太郎』 : 監督岩藤思雪、出演栗島すみ子・田口桜村

### 吉沢商店
1911年
- 『大恐縮』 : 監督不明
- 『かんざし』 : 監督不明
- 『二つ返事』 : 監督不明
- 『ドウドウめぐり』 : 監督不明
- 『術くらべ』 : 監督不明
- 『昼寝』 : 監督不明
- 『命のせんたく』 : 監督不明
- 『海上王』 : 監督不明

### 天活東京撮影所
1916年
- 『疑惑』 : 監督不明、出演関根達発
- 『緑が池』 : 監督不明
- 『真の輝』 : 監督不明、出演深沢恒造
- 『心の鍵』 : 監督不明、出演深沢恒造
- 『男一匹』 : 監督不明、出演関根達発

### 小林商会
1916年
- 『生さぬ仲』 : 監督井上正夫・賀古残夢、原作柳川春葉

1917年
- 『纏の花』 : 監督不明、出演香川二郎
- 『毒草』 : 監督・主演井上正夫、原作菊池幽芳 - 出演・脚本
- 『海底の重罪』 : 監督不明、出演深沢恒造 - 出演・脚本

### 作家時代
1918年
- 『黒水晶』 : 監督田中栄三、原作渡辺霞亭、日活向島撮影所 - 脚本

- 『化頭巾』 : 監督長尾史録、脚本鈴木史郎、アシヤ映画製作所、1930年 - 原作
- 『平手造酒』 : 監督星哲六、松竹下加茂撮影所、1931年 - 原作・脚本
- 『直参出世鳶』 : 監督押本七之助、脚本金子路篤麿、菊太郎プロダクション - 原作
- 『変化若衆髷 前後篇』 : 監督久見田喬二、日活京都撮影所、1937年 - 原作

## 註
1. 1 2 3 4 5 6 7 8 9 10  『芸能人物事典 明治大正昭和』、日外アソシエーツ、1998年、「栗島狭衣」の項。
2. ↑  文壇の三偉人、国立国会図書館、2009年12月2日閲覧。
3. ↑  伊藤整『日本文壇史5』講談社文芸文庫、1995年、186p頁。
4. ↑  新桃太郎、日本映画データベース、2009年12月2日閲覧。
5. ↑  栗島狭衣、青空文庫、2009年12月2日閲覧。
6. ↑  国立国会図書館デジタルコレクション、検索結果、国立国会図書館、2009年12月2日閲覧。
7. ↑  OPAC NDL 検索結果、国立国会図書館、2009年12月2日閲覧。